# Stephanie Grisham
Stephanie Ann Grisham, född 23 juli 1976 i Colorado, är en amerikansk kommunikatör. Hon var Vita husets pressekreterare mellan 1 juli 2019 och 7 april 2020 i Trumps presidentstab.
Hon efterträdde Sarah Huckabee Sanders i rollen som Vita husets pressekreterare och uppmärksammades för att under sin tid på posten aldrig hålla i en presskonferens. 2020 blev hon pressekreterare och kanslichef för presidentfrun Melania Trump. Grisham sade upp sig efter stormningen av Kapitolium 2021. Hon skrev sedan en bok om sin tid i Vita huset, I'll Take Your Questions Now (2021).